# Rio Goru
O Rio Goru é um rio da Romênia, afluente do Zăbala, localizado no distrito de Vrancea.